# Aglaophenia inconstans
Aglaophenia inconstans är en nässeldjursart som beskrevs av John Fraser 1914. Aglaophenia inconstans ingår i släktet Aglaophenia och familjen Aglaopheniidae. Inga underarter finns listade i Catalogue of Life.